# Karim Miské

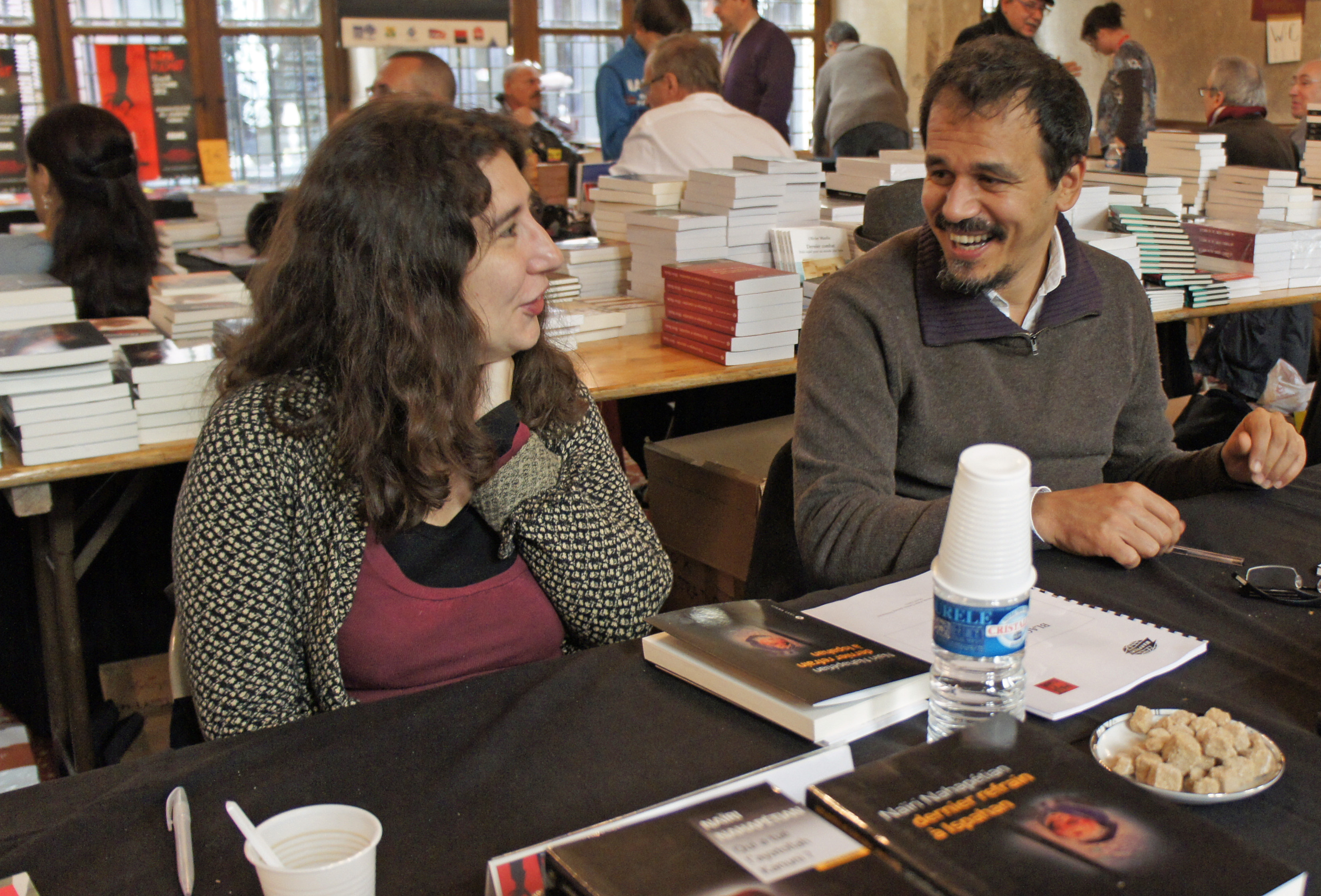
Karim Miské (rechts, 2012)

Karim Miské (geboren 1964 in Abidjan, Elfenbeinküste) ist ein französischer Journalist, Dokumentarfilmer und Autor.

## Leben
Karim Miskés Vater ist mauretanischer Diplomat, seine Mutter ist Französin. Er wuchs in Frankreich auf, wo er als Journalist und als Dokumentarfilmer für ARTE arbeitet.
Für seinen Roman Arab jazz erhielt er 2012 den Grand prix de littérature policière. Der Titel ist seiner Verehrung für den amerikanischen Krimiautor James Ellroy (White jazz) geschuldet.

## Werke (Auswahl)
- Arab jazz. Paris :  Éditions Viviane Hamy, 2012
  - Entfliehen kannst du nie. Aus dem Franz. von Ulrike Werner. Köln : Bastei Lübbe, 2014
- N’appartenir, Paris :  Éditions Viviane Hamy, 2015

Film, Feature
- Born again : christliche, muslimische und jüdische Prediger und ihre Anhänger. ARTE Themenabend 2005
- La télévision des Kéralais = Das Fernsehen in Kerala. Arte France, 2006
- Juden & Muslime: So nah und doch so fern!. Arte, 2013
- Dekolonisieren. Arte F, 2019